# Rensenebe
Rensenebe Amenemés, também conhecido como Ranisombe, foi um faraó da XIII dinastia egípcia durante o Segundo Período Intermediário. De acordo com o egiptólogo Kim Ryholt, Rensenebe era o 14º rei da dinastia, enquanto Detlef Franke o vê como o 13º governante e Jürgen von Beckerath como o 16º. Rensenebe é mal atestado e seu nome de trono permanece desconhecido.

## Atestados
Rensenebe é conhecido principalmente graças à Lista de reis de Turim, onde aparece na coluna 7, linha 16 (Gardiner col. 6, linha 6). Ele é creditado por um reinado de quatro meses.
Rensenebe também é conhecido por um único objeto contemporâneo, uma conta de esteatita vitrificada, vista pela última vez por Percy Newberry em uma loja de antiguidades no Cairo em 1929. A conta diz "Ranisombe Amenemate, que dá vida". O egiptólogo dinamarquês Kim Ryholt interpreta este nome duplo como significando "Ranisombe [Filho de] Amenemate", mostrando assim que ele era filho de um rei Amenemés. O predecessor mais próximo de Rensenebe, cujo nome é conhecido por ter sido Amenem, foi  Amenemés VI, que governou cerca de 10 anos antes. No entanto, o nome de três reis intervenientes, Seetepibré, Seaudicaré e Nejemibré, são desconhecidos e poderiam ter sido Amenemés. Um deles poderia ser o pai de Rensenebe, ou irmãos (mais velhos) em sucessão.
Outros pesquisadores, como Stephen Quirke, não o seguem nessa interpretação.
O sucessor de Rensenebe, Hor, poderia ser de nascimento não real, já que ele nunca relatou sua ascendência. Consequentemente, Ryholt propôs que Hor usurpasse o trono. Em qualquer caso, os reinados efêmeros dos governantes do início da 13ª Dinastia apontam para a instabilidade política geral da época.